# Eat-Man
Eat-Man ist eine Mangaserie von Akihito Yoshitomi, die von 1996 bis 2003 in Japan erschien. Sie ist in die Genres Shōnen, Comedy, Action, Abenteuer und Science-Fiction einzuordnen, wurde in mehrere Sprachen übersetzt und zweimal als Anime-Fernsehserie adaptiert.

## Handlung
Durch eine unsichere Wüsten-Welt reist Bolt Crank, ein Söldner, auch „Explorer“ genannt. Bei seinen Aufträgen kommt ihm seine besondere Fähigkeit zugute, alles essen, verdauen und in seiner Hand nach Belieben neu entstehen zu lassen. So verzehrt er häufig Schrauben und Waffen, um dann bei Bedarf die benötigte Waffe in seiner Hand erscheinen lassen zu können. Als talentierter wie wortkarger Söldner nimmt er daher regelmäßig schwierige Aufträge an, die oft noch eine Überraschung bergen und ihm stetig neue Bekanntschaften einbringen. Schließlich holt ihn jedoch noch ein alter Feind und ein lange unerledigter Auftrag ein.

## Veröffentlichung
Die Serie erschien von 1996 bis 2003 im Magazin Dengeki Comic Gao! des Verlags MediaWorks, der die Kapitel auch in 19 Sammelbänden herausbrachte. 2014 folgte eine Neuauflage als Eat-Man: Complete Edition in 10 Bänden. Seit dem 26. Mai 2014 läuft in Kōdanshas Magazin Shōnen Sirius die Fortsetzung Eat-Man: The Main Dish, von der bisher (Stand: Januar 2020) sechs Sammelbände erschienen.
Eine englische Übersetzung erschien bei Viz, wurde nach Veröffentlichung von zwei Heftserien und zwei Sammelbänden jedoch abgebrochen, da die Serie auch in Japan damals noch keinen größeren Umfang hatte, und später nicht wieder aufgenommen. Für den zweiten Band gestaltete Jim Lee ein neues Cover. eine französische bei Asuka Comics und eine chinesische bei Sharp Point Press.

## Anime
1997 kam eine erste Anime-Verfilmung des Mangas heraus. Die Produktion von Studio Deen basiert jedoch nur lose auf der Vorlage. Regie führte Kōichi Mashimo, der auch für die Drehbücher leitend verantwortlich war. Toshiharu Murata entwarf das Charakterdesign und für die künstlerische Leitung war Tsutomu Ishigaki verantwortlich. Die Erstausstrahlung der zwölf Folgen war vom 9. Januar bis zum 27. März 1997 bei TV Tokyo. Locomotion zeigte spanisch und portugiesisch untertitelte Fassungen in Lateinamerika und englische, spanische und italienische Synchronisationen erschienen auf Video.
Eine Fortsetzung der ersten Serie entstand 1998 beim gleichen Studio, diesmal unter der Regie von Toshifumi Kawase und nach Drehbüchern von Atsuhiro Tomioka, Hiroshi Nomoto und Sakura Nonomiya. Das Charakterdesign entwarf Isamu Imakake und künstlerischer Leiter war Tsutomu Ishigaki. Tokyo TV zeigt die zwölf Folgen vom 8. Oktober bis zum 23. Dezember 1998. Untertitelt wurde die Serie von Locomotion gezeigt, spanische, französische und englische Lokalisationen erschienen auf Kaufmedien.
Bolt Crank wurde in beiden Serien von Masashi Ebara gesprochen. Die Musik der ersten Serie wurde komponiert von Ebby, Tomomasa Yoneda und Yuki Kajiura. Für die Fortsetzung waren Black Cats, Magic und Yū Imai tätig. Die Vorspanntitel sind:
- Chiisana Koi no Melody (小さな恋のメロディ) von King-Show
- Burning Blue von Magic

Die Abspanne sind unterlegt mit:
- Walk This Way von Fields
- Tabibito von Magic

## Rezeption
Jason Thompson bezeichnet den Manga als „sich ständig wiederholende Superhelden-Serie in einem vagen Western-Scy-Fi-Setting.“ Die Fähigkeit Bolt Cranks diene stets als deus ex machina zur Auflösung der jeweiligen Episode, die Zeichnungen wirkten „steif“. Die deutsche Zeitschrift Animania sieht in der Geschichte, die „Quatsch“ wäre, wäre sie ernstgemeint, eine ironische Genreparodie. Die immer gleichen Geschichten erzählten lakonisch über einen guten, wortkargen und coolen Helden – „ein wandelndes, unglaublich cooles Klischee“. Besonders die Zeichnungen seien ein Grund zum Lesen; die Welten wirkten überzeugend und viel komplexer, als sie es wegen der geringen vermittelten Hintergrundinformationen tatsächlich sind.
Dem Anime gesteht die Animania eine für das niedrige Budget ordentliche, aber nicht mehr als durchschnittliche Animationsqualität zu. Die vom Manga stark abweichende Handlung erkläre nur wenig und verwirre viele Zuschauer. Die Actionszenen seien „zwar cool, aber oft nur sparsam eingesetzt“, und die Erzählweise sonst sehr ruhig bis langweilig. Und nicht nur die Handlung, auch das Charakterdesign sei deutlich anders als in der Vorlage. Trotz Kritik vieler Fans sei die erste Serie ein Erfolg gewesen, was die Produktion der Fortsetzung ermöglichte. Diese konnte, mit einem höheren Budget ausgestattet und etwas engerer Orientierung am Manga, dann tatsächlich eine bessere Qualität bieten. In der Anime Encyclopedia wird die Serie als Mischung Hulk, Menschenjagd, Clint Eastwood und Fist of the North Star beschrieben. Das Konzept der Serie sei gut, aber die Handlung platt – wie bei der Vorlage. Die Fähigkeit des Helden werde zur einfachen und immer gleichen Auflösung jedes Abenteuers, die wiederum wie abgekupfert aus bereits bekannten Kriminal-, Science-Fiction- oder Fantasy-Geschichten wirken. Cranks Fähigkeit werde zum bloßen „Macho-Gehabe“. Aus dem kleinen Budget sei mit dem Ausreizen der Möglichkeiten der Limited Animation viel herausgeholt worden, doch an manchen Stellen wirke es sich dennoch sichtbar negativ aus. In der zweiten Serie sei die Qualität deutlich besser, doch die Geschichten blieben schlecht und unlogisch.